# American Airlines Arena
Centrum Kaseya (anglais: Kaseya Center) – widowiskowo-sportowa hala zlokalizowana w Miami na Florydzie. Otwarta 31 grudnia 1999 roku, koszt budowy wyniósł 213 000 000 dolarów. Od 2000 roku z hali korzystają zawodnicy zespołu NBA Miami Heat.